# Bromat de sodiu
Bromatul de sodiu este un compus anorganic cu formula chimică NaBrO3. Este un agent oxidant puternic.

## Proprietăți și obținere
Bromatul de potasiu este obținut prin trecerea bromului peste o soluție de carbonat de sodiu:
{\displaystyle {\ce {3 Br2 + 3 Na2CO3 -> 5 NaBr + NaBrO3 + 3 CO2}}}
Se mai poate obține în urma reacției de oxidare electrolitică a bromurii de sodiu sau prin oxidarea bromului cu clor și hidroxid de sodiu la at 80 °C.